# Max Murray
Pour les articles homonymes, voir Murray.
Max Murray, né en Australie en 1901 et décédé aux États-Unis en 1956, est un auteur australien de roman policier.

## Biographie
Né dans le bush australien, il pense un temps devenir exploiteur agricole d’une plantation de bananes, mais préfère s’engager dans une carrière journalistique. D’abord reporter pour un journal de Sydney, il entreprend un voyage autour du globe, dont il publie le récit intitulé The World’s Back Doors en 1927. Installé à Londres, il devient éditorialiste au News Chronicle, puis correspondant à l’étranger. En 1931, il rédige un second récit de voyage, Long Way to London et sa pièce The Admiral’s Chair est produite sur une scène londonienne. Il épouse l’écrivain Maysie Greig en 1937.
Pendant la Deuxième Guerre mondiale, il entre à la BBC où il écrit et réalise les émissions Radio Newsreel. À la fin du conflit, il émigre aux États-Unis et se lance dans le roman policier avec une série de douze titres qui, hormis un seul, ont tous le mot corpse (cadavre) dans les titres originaux. Leurs intrigues, toujours renouvelées, appartiennent tantôt aux thrillers psychologiques, tantôt aux whodunits, et se déroulent dans les cadres les plus divers : la Jamaïque dans Un joli petit cadavre (1951) et les milieux politiques australiens de Canberra dans Le Très Honorable Cadavre (1952).

## Œuvre

### Romans policiers
- The Voice of the Corpse (1948)
- The King and the Corpse (1949) Publié en français sous le titre Le Cadavre et le Roi, Paris, Librairie des Champs-Élysées, Le Masque no 588, 1957
- No Duty on a Corpse ou The Queen and the Corpse (1950) Publié en français sous le titre Pas de douane pour une morte, Paris, Librairie des Champs-Élysées, Le Masque no 648, 1959
- The Neat Little Corpse (1951) Publié en français sous le titre Un joli petit cadavre, Paris, Librairie des Champs-Élysées, Le Masque no 598, 1957
- The Right Honourable Corpse (1952) Publié en français sous le titre Le Très Honorable Cadavre, Paris, Librairie des Champs-Élysées, Le Masque no 482, 1954 ; réédition, Paris, Librairie des Champs-Élysées, Le Club des Masques no 154, 1972
- Good Luck to the Corpse (1953)
- The Doctor and the Corpse (1953)
- The Sunshine Corpse (1954)
- Royal Bed for a Corpse (1955)
- Breakfast with a Corpse ou A Corpse for Breakfast (1956)
- Twilight at Dawn (1957), publication posthume
- Wait for a Corpse (1957), publication posthume Publié en français sous le titre L’oncle Titus finira mal, Paris, Librairie des Champs-Élysées, Le Masque no 664, 1959

### Nouvelles
- George and the Agent's Ear (1939)
- A Traitor Has No Home (1941)
- Sharp Right Turn (1948)
- Big Game (1950)

### Récits de voyage
- The World’s Back Doors (1927)
- Long Way to London (1931)

### Théâtre
- The Admiral’s Chair (1931)

## Sources
- Jacques Baudou et Jean-Jacques Schleret, Le Vrai Visage du Masque, vol. 1, Paris, Futuropolis, 1984, 476 p. (OCLC 311506692), p. 316.
- Claude Mesplède (dir.), Dictionnaire des littératures policières, vol. 2 : J - Z, Nantes, Joseph K, coll. « Temps noir », 2007, 1086 p. (ISBN 978-2-910-68645-1, OCLC 315873361), p. 403.